# Gore District
Der Gore District ist eine zur Region Southland gehörende Verwaltungseinheit in Neuseeland. Der Rat des Distrikts, Gore District Council (Distriktrat) genannt, hat seinen Sitz in der Stadt Gore, ebenso wie die Verwaltung des Distrikts.

## Geographie

### Geographische Lage
Der Gore District verfügt über eine reine Landfläche von 1254 km² und ist damit der kleinste Distrikt der Region Southland. Zum Census im Jahr 2013 hatte der Distrikt 12.033 Einwohner und kam damit auf eine Bevölkerungsdichte von 9,6 Einwohner pro km².
Der Distrikt wird im Norden, Westen und Süden vom Southland District umschlossen. Die östliche Grenze hingegen wird vom Clutha District gebildet, der bereits zur Region Otago zählt. Der gesamte Distrikt wird landschaftlich von dem östlichen Ausläufer der Waimea Plains, der Ebene des Mataura Rivers und von den westlich von Gore liegenden Hokonui Hills geprägt. Der Mataura River durchquert als größter Fluss des Distrikts denselben von Nord nach Süd.
Die größte Stadt des Distrikts ist Gore mit 7356 Einwohnern, gefolgt von Chatton mit rund 1650 und Mataura mit rund 1500 Einwohnern.

### Klima
Der Gore District steht unter dem Einfluss vorherrschender westlichen und südwestlichen Winden. Sie bringen kühles und für die Region regenreiches Wetter. Da der Gore District durch die südwestlich liegenden Hokunui Hills besonders geschützt ist liegen die Niederschläge abweichend von der Region bei 800 bis 1000 mm pro Jahr. Die durchschnittlichen Tagestemperaturen im Sommer liegen zwischen 16 °C und 20 °C, je nach Lage, im Winter zwischen 0 und 3 °C. Die jährliche Sonnenscheindauer liegt zwischen 1700 Stunden bis 1900 Stunden.

## Geschichte
Der Gore District wurde 1989 im Zuge der Verwaltungsreform durch die Zusammenlegung von der Stadt Gore, dem Mataura Borough und einem Teil des früheren Southland County Councils gegründet.
Die ersten Siedler waren schottischer Abstammung und kamen 1855 in die Gegend. Den Namen bekam der Distrikt von der Stadt Gore, die ihrerseits zu Ehren des früheren Gouverneurs Thomas Gore Browne seinen Namen bekam.

## Bevölkerung

### Bevölkerungsentwicklung
Von den 12.033 Einwohnern des Distrikts waren 2013 1254 Einwohner Māori-stämmig (10,4 %). Damit lebten 0,2 % der Māori-Bevölkerung des Landes im Gore District. Das durchschnittliche Einkommen in der Bevölkerung lag 2013 bei 28.800 NZ$ gegenüber 28.500 NZ$ im Landesdurchschnitt.

### Herkunft und Sprachen
Die Frage nach der Zugehörigkeit einer ethnischen Gruppe beantworteten in der Volkszählung 2013 90,8 % mit Europäer zu sein, 10,8 % gaben an, Māori-Wurzeln zu haben, 0,8 % kamen von den Inseln des pazifischen Raums und 1,8 % stammten aus Asien (Mehrfachnennungen waren möglich). 7,6 % der Bevölkerung gab an in Übersee geboren zu sein. 2,7 % der Bevölkerung sprachen Māori als zweithäufigste Sprache nach Englisch und unter den Māori taten dies 19,5 %.

## Politik

### Verwaltung
Der Gore District ist noch einmal in fünf Wards unterteilt, dem Gore Ward mit fünf Councillors (Ratsmitglieder), dem distriktweiten Ward mit drei und dem Mataura Ward, dem Kaiwera-Waimumu Ward und dem Waikaka Ward mit jeweils einem Councillor. Die elf Councillors bilden zusammen mit dem Mayor (Bürgermeister) den Distrikt Council (Distriktrat) und werden alle drei Jahre neu gewählt.

### Städtepartnerschaften
Der Gore District Council pflegt eine Städtepartnerschaft:
- Tamworth, New South Wales, Australien

## Infrastruktur

### Verkehr
Verkehrstechnisch angeschlossen ist der Distrikt durch den New Zealand State Highway 1, der von Invercargill kommend, durch Gore führt und weiter nach Osten den Distrikt zur Ostküste hin verlässt. Die State Highways 90 und 94 verbinden nordwestliche und nordöstliche Teile der Regionen Southland und Otago mit dem Gore District. Der State Highway 93 hingegen stellt lediglich eine Querverbindung her.